# Rock 'n' Roll Moon
| Recensione              | Giudizio |
| ----------------------- | -------- |
| AllMusic                | [ 1 ]    |
| Robert Christgau        | B+       |
| Dizionario del Pop-Rock | [ 3 ]    |

Rock 'n' Roll Moon è il secondo album discografico di Billy Swan, pubblicato dall'etichetta discografica Monument Records nel settembre  del 1975.

## Tracce
Lato A
1. Everything's the Same (Ain't Nothing Changed) – 2:34 (Billy Swan)
2. You're the Pain (In My Heart) – 2:37 (Billy Swan, Benny Whitehead)
3. (You Just) Woman Handled My Mind – 3:15 (Billy Swan)
4. Stranger – 3:34 (Kris Kristofferson)
5. Baby My Heart – 3:04 (Billy Swan, Benny Whitehead)

Lato B
1. Got You on My Mind – 3:01 (Joe Thomas, Howard Biggs)
2. Come By – 2:44 (Billy Swan)
3. Ubangi Stomp – 2:22 (Charles Underwood)
4. Home of the Blues – 2:32 (Vic McAlpine, Johnny Cash, Glenn Douglas (Douglas Glenn Tubb))
5. Overnite Thing (Usually) – 3:08 (Billy Swan)
6. Rock and Roll Moon Blues (Part I) – 2:46 (Billy Swan)

## Musicisti
Everything's the Same (Ain't Nothing Changed)
- Billy Swan - voce, organo
- Dennis Linde - chitarra acustica
- John Christopher - chitarra acustica
- Chip Young - chitarra elettrica
- Reggie Young - chitarra elettrica
- Bobby Wood - pianoforte
- Bobby Emmons - pianoforte elettrico
- Mike Leech - basso
- Hayward Bishop - batteria
- Ginger Holladay - accompagnamento vocale, coro
- Sharon Vaughn - accompagnamento vocale, coro
- Lea Jane Berinati - accompagnamento vocale, coro

You're the Pain (In My Heart)
- Billy Swan - voce, organo
- Dennis Linde - chitarra acustica
- John Christopher - chitarra acustica
- Reggie Young - chitarra elettrica
- Bobby Wood - pianoforte
- Bobby Emmons - organo
- Mike Leech - basso
- Hayward Bishop - batteria
- Ginger Holladay - accompagnamento vocale, coro
- Lea Jane Berinati - accompagnamento vocale, coro
- Sharon Vaughn - accompagnamento vocale, coro
- The Bill Justis Orchestra - strumenti ad arco, strumenti a fiato

(You Just) Woman Handled My Mind
- Billy Swan - voce
- Dennis Linde - chitarra acustica
- John Christopher - chitarra acustica
- Chip Young - chitarra elettrica
- Reggie Young - chitarra elettrica
- Weldon Myrick - chitarra pedal steel
- Bobby Wood - pianoforte
- Bobby Emmons - organo
- Gayle Whitfield - strumento a fiato
- Tommy Smith - strumento a fiato
- Mike Leech - basso
- Hayward Bishop - batteria
- The Jordanaires - accompagnamento vocale, cori

Stranger
- Billy Swan - voce
- Dennis Linde - chitarra acustica
- John Christopher - chitarra acustica
- Reggie Young - chitarra elettrica
- Bobby Wood - pianoforte
- Bobby Emmons - organo
- George Tidwell - tromba
- Bill Joor - tromba
- Mike Leech - basso
- Hayward Bishop - tempo
- Farrell Morris - marimba, percussioni
- The Jordanaires - accompagnamento vocale, cori
- Bill Justis - arrangiamento strumenti ad arco

Baby My Heart
- Billy Swan - voce
- Dennis Linde - chitarra acustica
- John Christopher - chitarra acustica
- Reggie Young - chitarra elettrica
- Bobby Wood - pianoforte
- Bobby Emmons - organo
- Mike Leech - basso
- Hayward Bishop - batteria
- Farrell Morris - percussioni
- The Jordanaires - accompagnamento vocale, cori
- Bill Justis - arrangiamento strumenti ad arco

Got You on My Mind
- Billy Swan - voce, organo
- Dennis Linde - chitarra acustica
- Reggie Young - chitarra elettrica
- John Christopher - chitarra elettrica
- Bobby Wood - pianoforte
- Bobby Emmons - organo
- Norm Ray - strumento a fiato
- Roger Bissell - strumento a fiato
- James Skipper - strumento a fiato
- George Tidwell - strumento a fiato
- Tim Wipperman - strumenti a fiato
- Philip Forrest - strumento a fiato
- Don Sheffield - strumento a fiato
- Mike Leech - basso
- Hayward Bishop - batteria
- The Younganaires - accompagnamento vocale, cori, applausi
- David Kielhofner - accompagnamento vocale, coro, applausi
- Bill Justis - arrangiamento strumenti a fiato

Come By
- Billy Swan - voce
- Dennis Linde - chitarra acustica
- John Christopher - chitarra acustica
- Chip Young - chitarra elettrica
- Reggie Young - chitarra elettrica
- Bobby Wood - pianoforte
- Bobby Emmons - pianoforte elettrico
- Mike Leech - basso
- Hayward Bishop - batteria
- The Jordanaires - accompagnamento vocale, cori
- Bill Justis - arrangiamento strumenti ad arco

Ubangi Stomp
- Billy Swan - voce, pianoforte
- Dennis Linde - chitarra acustica
- Reggie Young - chitarra elettrica
- John Christopher - chitarra elettrica
- Bobby Wood - pianoforte elettrico, pianoforte
- Bobby Emmons - organo
- Mike Leech - basso
- Hayward Bishop - batteria

Home of the Blues
- Billy Swan - voce, organo
- Dennis Linde - chitarra acustica
- John Christopher - chitarra acustica
- Reggie Young - chitarra elettrica
- Bobby Emmons - pianoforte
- Mike Leech - basso
- Hayward Bishop - batteria
- The Jordanaires - accompagnamento vocale, cori
- Bill Justis - arrangiamento strumenti ad arco

Overnite Thing (Usually)
- Billy Swan - voce
- Dennis Linde - chitarra acustica
- John Christopher - chitarra acustica
- Chip Young - chitarra elettrica
- Reggie Young - chitarra elettrica
- Bobby Wood - pianoforte elettrico
- Bobby Emmons - organo
- Weldon Myrick - chitarra pedal steel
- Mike Leech - basso
- Hayward Bishop - batteria
- The Jordanaires - accompagnamento vocale, cori

Rock and Roll Moon Blues (Part I)
- Billy Swan - voce, organo
- Dennis Linde - chitarra acustica
- Harold Bradley - chitarra acustica
- Reggie Young - chitarra elettrica
- John Christopher - chitarra elettrica
- Bobby Wood - pianoforte
- Bobby Emmons - pianoforte elettrico
- Mike Leech - basso
- Hayward Bishop - batteria
- The Bill Justis Orchestra - strumenti ad arco, strumenti a fiato
- The Jordanaires - accompagnamento vocale, cori
- The Holladay Sisters - accompagnamento vocale, cori
- Lea Jane Berinati - accompagnamento vocale, cori

Note aggiuntive
- Chip Young e Billy Swan - produttori
- Registrazioni effettuate al Youngun Sound Studio di Murfreesboro, Tennessee (Stati Uniti)
- Bill Barnes - design album
- Ken Kim - fotografia[6]

## Classifica
Album
| Anno | Classifica         | Posizione raggiunta |
| ---- | ------------------ | ------------------- |
| 1975 | Top Country Albums | 29                  |

Singoli
| Anno | Titolo del brano                              | Classifica        | Posizione raggiunta |
| ---- | --------------------------------------------- | ----------------- | ------------------- |
| 1975 | Everything's the Same (Ain't Nothing Changed) | Hot Country Songs | 17                  |
| 1975 | Everything's the Same (Ain't Nothing Changed) | Billboard Hot 100 | 91                  |